# Rodrigo Madrigal Nieto
Rodrigo Madrigal Nieto (* San José de Costa Rica,  1924. március 14. – 2006. október 11.) Costa Rica-i politikus, jogász, újságíró.

## Pályafutása
A Costa Rica-i egyetemen végzett jogot 1947-ben, azután tanulmányait az Amerikai Egyesült Államokban és Nyugat-Németországban folytatta. 1954 és 1981 között az ipari kamara elnöke. 1978 és 1979 között a parlament elnöke, majd 1982-ig parlamenti képviselő. Az 1982-es elnökválasztáson sikertelenül pályázott. 1986 és 1990 között Costa Rica külügyminisztere volt.

## Fordítás
Ez a szócikk részben vagy egészben a Rodrigo Madrigal Nieto című spanyol Wikipédia-szócikk fordításán alapul.  Az eredeti cikk szerkesztőit annak laptörténete sorolja fel. Ez a jelzés csupán a megfogalmazás eredetét és a szerzői jogokat jelzi, nem szolgál a cikkben szereplő információk forrásmegjelöléseként.